# Aedes ningheensis
Aedes ningheensis är en tvåvingeart som beskrevs av Si Peng Lei 1989. Aedes ningheensis ingår i släktet Aedes och familjen stickmyggor. Inga underarter finns listade i Catalogue of Life.